# San Gregorio de las Casas
San Gregorio de las Casas es una localidad del estado mexicano de Chiapas. Es parte del municipio de Huixtán.

## Demografía
| Gráfica de evolución demográfica |
|                                  |

| Censo | Población |
| ----- | --------- |
| 1921  | 393       |
| 1930  | 497       |
| 1940  | 214       |
| 1950  | 257       |
| 1960  | 523       |
| 1970  | 729       |
| 1980  | 675       |
| 1990  | 744       |
| 2000  | 898       |
| 2010  | 920       |
| 2020  | 1 121     |